# José María Maguregui Ibargutxi
José María Maguregui Ibargutxi (Ugao-Miraballes, 16 de març de 1934 - Bilbao, 30 de desembre de 2013) va ser un futbolista basc dels anys 1950 i 1960 i posteriorment entrenador.

## Trajectòria
Maguregui debutà professionalment el 1952 amb 18 anys a l'Athletic Club. Hi jugà durant gairebé una dècada i ajudà a l'equip a guanyar la lliga la temporada 1955-56 i tres copes del rei. L'any 1963, Maguregui deixà el club biscaí després de 235 partits i marcar 42 gols, a l'edat de 29 anys. El seu següent club fou el Sevilla FC durant dues temporades, el RCD Espanyol la temporada 1963-1964 i el Recreativo de Huelva.
Fou set cops internacional amb la selecció espanyola. Debutà el 19 de juny de 1955 en un amistós davant Suïssa amb victòria per 3 a 0, disputat a Ginebra. En aquest partit marcà el seu únic gol amb Espanya.
Un cop retirat inicià una llarga carrera de més de 25 anys com a entrenador. Després d'iniciar-se al Sestao Sport el 1969, passà al Racing de Santander, on romangué durant cinc temporades. A continuació es feu càrrec del Celta de Vigo i de l'Almería i el 1980 es feu càrrec del RCD Espanyol. Al club de Sarrià (Barcelona) romangué tres temporades. Després retornà a Racing, Celta i el 1988 fitxà per l'Atlètic de Madrid, on no acabà la temporada.
Absent de les banquetes durant algun temps, va tornar a començaments de març del 1990 a entrenar el Celta, va estar fins als primers dies de gener del 1991. Va començar la temporada 1992-1993 al Polideportivo Almeria, de Tercera, ciutat en què es tenia bon record d'ell per haver aconseguit l'ascens de l'equip a Primera, però a començaments del 1993 va ser destituït i ja no va tornar a entrenar.
Durant la seva trajectòria com a tècnic, va dirigir 414 partits a Primera i es va fer famós per posar en pràctica el que es va conèixer com la 'tàctica de l'autobús', pel nombre de defenses i centrals que protegien els voltants de la porteria.

## Palmarès
Com a jugador
Athletic
- Lliga d'Espanya: 1955-56
- Copa d'Espanya: 1954-55, 1955-56, 1957-58

Espanya sub-18
- Campionat d'Europa sub-19: 1952

Com a entrenador
AD Almería
- Campió de Segona divisió: 1978-79